# Хромтауский район
Хромтауский район (каз. Хромтау ауданы) — район Казахстана расположенный в Актюбинской области. Административный центр района — город Хромтау.
Население района составляет 46 276 человек (по состоянию на 1 октября 2022 года).
Аким района — Нурхан Тлеумуратов.
В Хромтауском районе находятся населённые пункты (в скобках — прежние названия): Акжар (Новороссийское), Донское, Богетсай, Коктау, Копа, Аккудук (Кредиковка), Кудыксай, Кызылсу, Майтобе, Молодёжное, Никельтау, Ойсылкара, Жазык (Просторное), Сарысай, Сусановка, Сухиновка, Табантал, Тасоткель, Троицкое, Хромтау.

## История
Образован 9 января 1935 года (утверждён ВЦИК 31 января 1935 года) под названием Новороссийский район (центр — посёлок Новороссийский).
26 сентября 1957 года к Новороссийскому району была присоединена часть территории упразднённого Родниковского района. 18 марта 1967 года центр района был перенесён из села Новороссийское в город Хромтау.
4 мая 1993 года Постановлением Президиума Верховного Совета Казахстана Новороссийский район был переименован в Хромтауский район.

## Административное деление
1. Абайский сельский округ
2. Богетсайский сельский округ
3. Донский сельский округ
4. Коктобинский сельский округ
5. Аккудыкский сельский округ
6. Коктауский сельский округ
7. Копинский сельский округ
8. Кудуксайский сельский округ
9. Кызылсуский сельский округ
10. Акжарский сельский округ
11. Никельтауский сельский округ
12. Табантальский сельский округ
13. Тассайский сельский округ
14. Тасоткельский сельский округ
15. Хромтауская городская администрация

## Население
Национальный состав (на начало 2019 года):
- казахи — 33 931 чел. (79,00 %)
- русские — 5480 чел. (12,76 %)
- украинцы — 1641 чел. (3,82 %)
- немцы — 547 чел. (1,27 %)
- татары — 354 чел. (0,82 %)
- узбеки — 206 чел. (0,48 %)
- башкиры — 152 чел. (0,35 %)
- белорусы — 123 чел. (0,29 %)
- молдаване — 97 чел. (0,23 %)
- чеченцы — 73 чел. (0,17 %)
- азербайджанцы — 66 чел. (0,15 %)
- корейцы — 39 чел. (0,09 %)
- другие — 242 чел. (0,56 %)
- всего — 42 951 чел. (95,82 %)